# 帕萊斯蒂納杜帕拉
帕萊斯蒂納杜帕拉（葡萄牙語：Palestina do Pará），是巴西的城鎮，位於該國北部，由帕拉州負責管轄，始建於1958年4月21日，面積984平方公里，2012年人口7,465，人口密度每平方公里7.59人。